# Rab István (pedagógus)
Rab István (Sárszentmihály, 1886. június 17. – Budapest, 1957. augusztus 8.) görög-latin szakos középiskolai tanár, református gimnáziumi igazgató, Rab Zsuzsa költőnő édesapja.

## Élete
Édesapja Rab István földműves, édesanyja Szabó Erzsébet. 1896-tól 1904-ig tanult a pápai Kollégiumban. 1904-ben a Pázmány Péter Tudományegyetem bölcsészkarára iratkozott be, középiskolai tanári oklevelét Eötvös-kollégistaként szerezte. 1911-től 1914-ig tanított a Szatmárnémeti Református Gimnáziumban. 1914-ben katona volt, megsebesült Przemyśl ostroma során. 6 éven keresztül volt Szibériában hadifogoly. 1920-tól 1941-ig oktatott a Pápai Református Kollégium Gimnáziumában, a tantestület jegyzője volt, illetve vezette az intézet konviktusát. 1921-ben tanított angol nyelvet is. Alaposan tanulmányozta a filozófiát, a pedagógiát (tankönyvbírálatot), valamint egyúttal a magyar gimnáziumi oktatás elméleti és gyakorlati kérdéseit. 1941-től 1947-ig dolgozott a gimnáziumban mint igazgató. A második világháború alatt és utána szélsőségektől mentesen vezette az iskolát. Nyugdíjasként dolgozott tovább 1947 és 1957 között, egyformán vállalt szellemi és fizikai munkát (tanár, cukorrépa-átvevő, könyvelő). Elhunyt 1957. augusztus 8-án, örök nyugalomra helyezték augusztus 13-án a Farkasréti temetőben.

## Műve
- A klasszikus tanulmányok jelentősége a középiskolában (Kollégiumi ért. 1922. 8-21.)

## Forrásmunkák
- Pápai pedagógus lexikon
- Veszprém megyei életrajzi lexikon Archiválva 2005. szeptember 7-i dátummal a Wayback Machine-ben
- Gyászjelentése